# Иваненко, Татьяна Васильевна
Татьяна Васильевна Иваненко (31 декабря 1941, Москва — 31 января 2021, там же) — советская актриса, артистка Театра драмы и комедии на Таганке с 1966 до конца 1990-х годов.
В истории искусства осталась также как любовная привязанность и адресат нескольких песен Владимира Высоцкого; по распространённой среди современников в театральных и кинематографических кругах версии — мать его единственной дочери Анастасии.

## Биография
Татьяна Иваненко родилась 31 декабря 1941 года в Москве, в семье военнослужащего. Мать — Нина Павловна Манченко (1922—21.05.2022), ветеран ВОВ, в годы войны работала стенографисткой у маршала Рокоссовского.
Поступила в Театральное училище им. Б.Щукина, где проучилась год, после чего перевелась на актёрский факультет ВГИКа, который окончила в 1966 году (мастерская народного артиста СССР Бориса Бабочкина). В 1966 году была принята в труппу Театра драмы и комедии на Таганке, где и прошла вся её творческая жизнь. За несколько десятилетий сыграла множество ролей.

### Отношения с Владимиром Высоцким
Роман с партнёром по сцене, актёром Театра на Таганке Владимиром Высоцким начался у Татьяны, по всей видимости, в 1966 году и продолжался до середины 1970-х годов, хотя вместе они никогда не жили. Иваненко и Высоцкий часто ездили вместе в киноэкспедиции и на гастроли. Высоцкий посвятил подруге по меньшей мере две песни, включая «Песню о двух красивых автомобилях». 26 сентября 1972 года у Татьяны родилась дочь Анастасия — по широко распространённой среди современников в театральных и кинематографических кругах версии, отцом ребёнка был Высоцкий. Сам Владимир Семёнович этого официально не признавал, однако и опровержений не делал. Фамилию дочери Татьяна дала свою, её полное имя Анастасия Владимировна Иваненко.

### Личная жизнь
В студенческие годы была замужем за акробатом по имени Виктор, рассталась с ним ради Высоцкого. В дальнейшем в брак больше не вступала.
По состоянию на 2015 год Татьяна Иваненко жила в небольшой квартире в московском районе Коньково. О важных событиях своей жизни хранила молчание, от общения с прессой всегда отказывалась, с воспоминаниями не выступала. Дочь Анастасия окончила факультет журналистики МГУ, работала на телеканале «Культура». Внучка Арина (род. 18 февраля 1999).
Скончалась 31 января 2021 года в Москве на 80-м году жизни. Отпевание и кремация прошли на Хованском кладбище; прах захоронен там же.

## Творчество

### Роли в театре
- 2-я придворная дама в спектакле «Жизнь Галилея» по Б. Брехту (постановка Ю. П. Любимова)
- Плакальщица в спектакле «Пугачёв» по С. А. Есенину (постановка Ю. П. Любимова, режиссёр В. Раевский)
- Божена в спектакле «Час пик» по пьесе Е. Ставинского (постановка Ю. П. Любимова, режиссёр А. Г. Буров)
- Роль в спектакле «Это не должно повториться» (постановка номера В. С. Спесивцева);
- Роль в спектакле «Павшие и живые». Д. Самойлов, Б. Грибанов, Ю. Любимов (постановка Ю. П. Любимова, режиссёр П. Н. Фоменко)
- Актриса в спектакле «Гамлет» по В. Шекспиру (постановка Ю. П. Любимова)
- Участница спектакля «Послушайте!» В. В. Маяковский (постановка Ю. П. Любимова)
- Роль в спектакле «Вечный огонь»;
- Шансонетка в спектакле «Женский батальон»;
- Монашка в спектакле «Долой стыд»;
- Роль в спектакле «Десять дней, которые потрясли мир» Д. Рид (режиссёр Ю. П. Любимов, ассистент режиссёра Ю. Г. Добронравов)
- Женя Комелькова в спектакле «А зори здесь тихие…» по Б. Л. Васильеву (постановка Ю. П. Любимова, режиссёр Б. Глаголин)
- Алька «Деревянные кони» (Пелагея) по Ф. Абрамову (постановка Ю. П. Любимова)
- Низа в спектакле «Мастер и Маргарита» по М. А. Булгакову (постановка Ю. П. Любимова, режиссёр А. М. Вилькин)
- Молодая женщина, актриса, подруга дома в спектакле «Мастер и Маргарита» по М. А. Булгакову (постановка Ю. П. Любимова, режиссёр А. М. Вилькин)
- Дуня в спектакле «Преступление и наказание» по Ф. М. Достоевскому (постановка Ю. П. Любимова, режиссёр Ю. Н. Погребничко)

### Роли в кино
- 1965 — Время, вперёд! (эпизод)
- 1968 — Служили два товарища (эпизод)
- 1969 — Внимание, цунами! — Ирина
- 1970 — Впереди день — Галя

### Озвучивание мультфильмов
- 1985 — Лебединое пёрышко — сказительница
- 1987 — КОАПП. Всюду жизнь — рыба-удильщик
- 1993 — Прекрасная Маргарет и Черри-Флей — Маргарет / Черри-Флей